# Usine du pont de Seychalles
L'usine du pont de Seychalles (aussi appelée Le Paquebot) est une ancienne usine de coutellerie et de papeterie située à Thiers dans le département du Puy-de-Dôme en région Auvergne-Rhône-Alpes.
Son nom a été emprunté au pont de Seychalles qui enjambe la Durolle situé à quelques mètres de l'usine. Elle est un élément phare de la vallée des usines avec le Creux de l'enfer, l'Usine du May et les Forges Mondière.
En 2021, peu de temps après l'annonce de la candidature lancée par la municipalité de Thiers à la Fondation du patrimoine pour sauver les Forges Mondière - qui donne lieu à une réponse positive -, la Mission Bern annonce que le dossier de l'usine du Paquebot a été retenu pour représenter le département du Puy-de-Dôme pour cette édition.

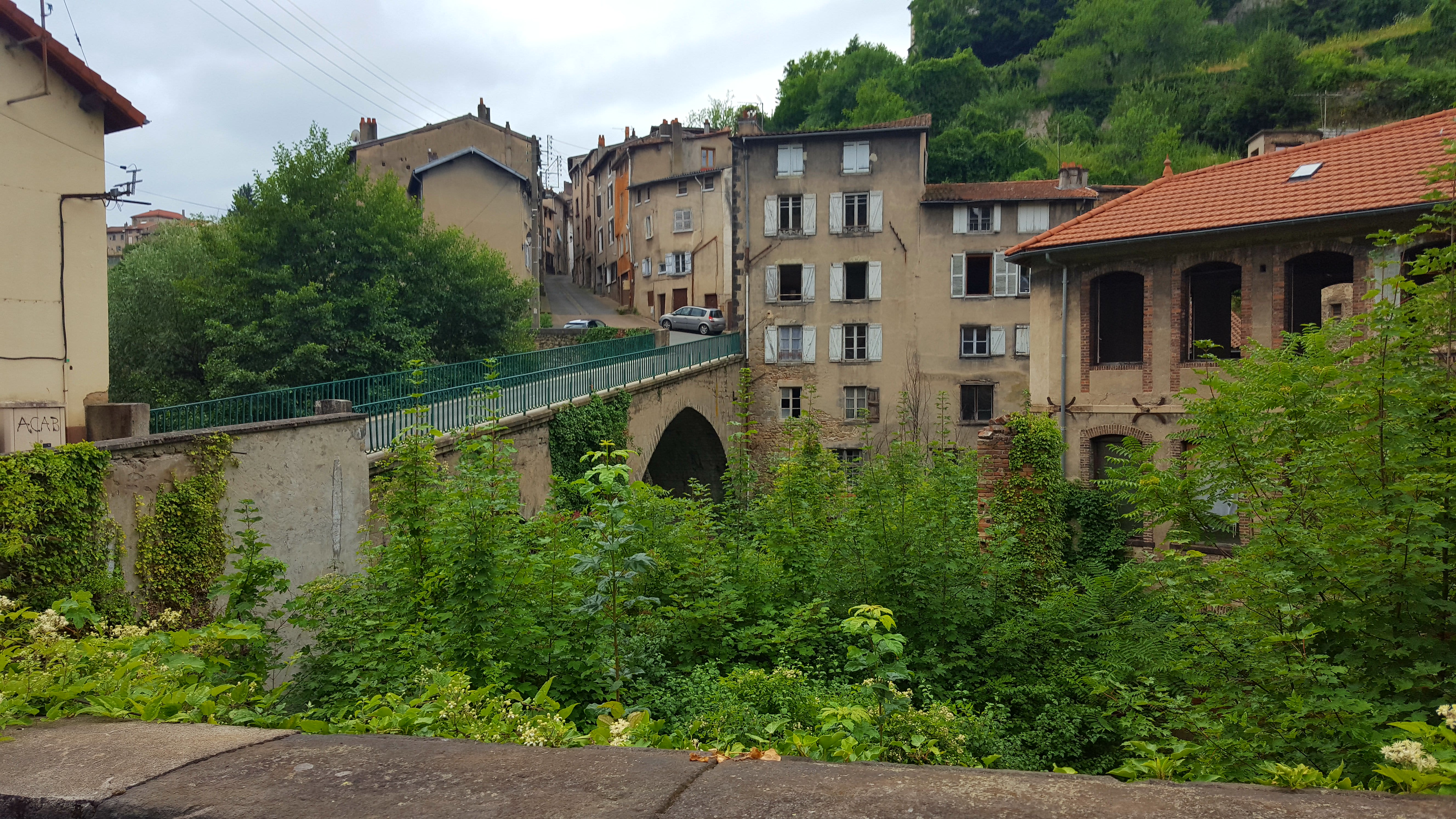
Le pont de Seychalles qui a donné son nom à l'usine. L'usine est à droite.

## Localisation
L'édifice est situé dans le département français du Puy-de-Dôme, en région Auvergne-Rhône-Alpes, sur la commune de Thiers.
L'usine est située dans la profonde vallée des usines, dans le lit mineur de la Durolle, proche du pont de Seychalles et des Forges Delaire. La Route départementale no 45 (avenue Joseph-Claussat) passe sur la rive droite de la rivière, celle où se trouve le bâtiment. La rue Durolle (rue médiévale) effectue le trajet entre le centre historique de Thiers et l'usine dans la vallée.

## Histoire

### Origines de la coutellerie dans la vallée
La force hydraulique de la Durolle est utilisée à Thiers dès le Moyen Âge pour mouvoir les moulins à farine, les foulons des tanneurs, les maillets des papetiers, et avec le développement de la coutellerie, les martinets des fondeurs et les meules des émouleurs. Dès le XVe siècle, un quart de la population thiernoise exerce le métier de coutelier. Les objets produits dans la vallée sont exportés dans plusieurs pays au XVIIe siècle : en Espagne, en Italie, en Allemagne, en Turquie et « aux Indes »,.

### Origines de l'usine

#### Premier rouet

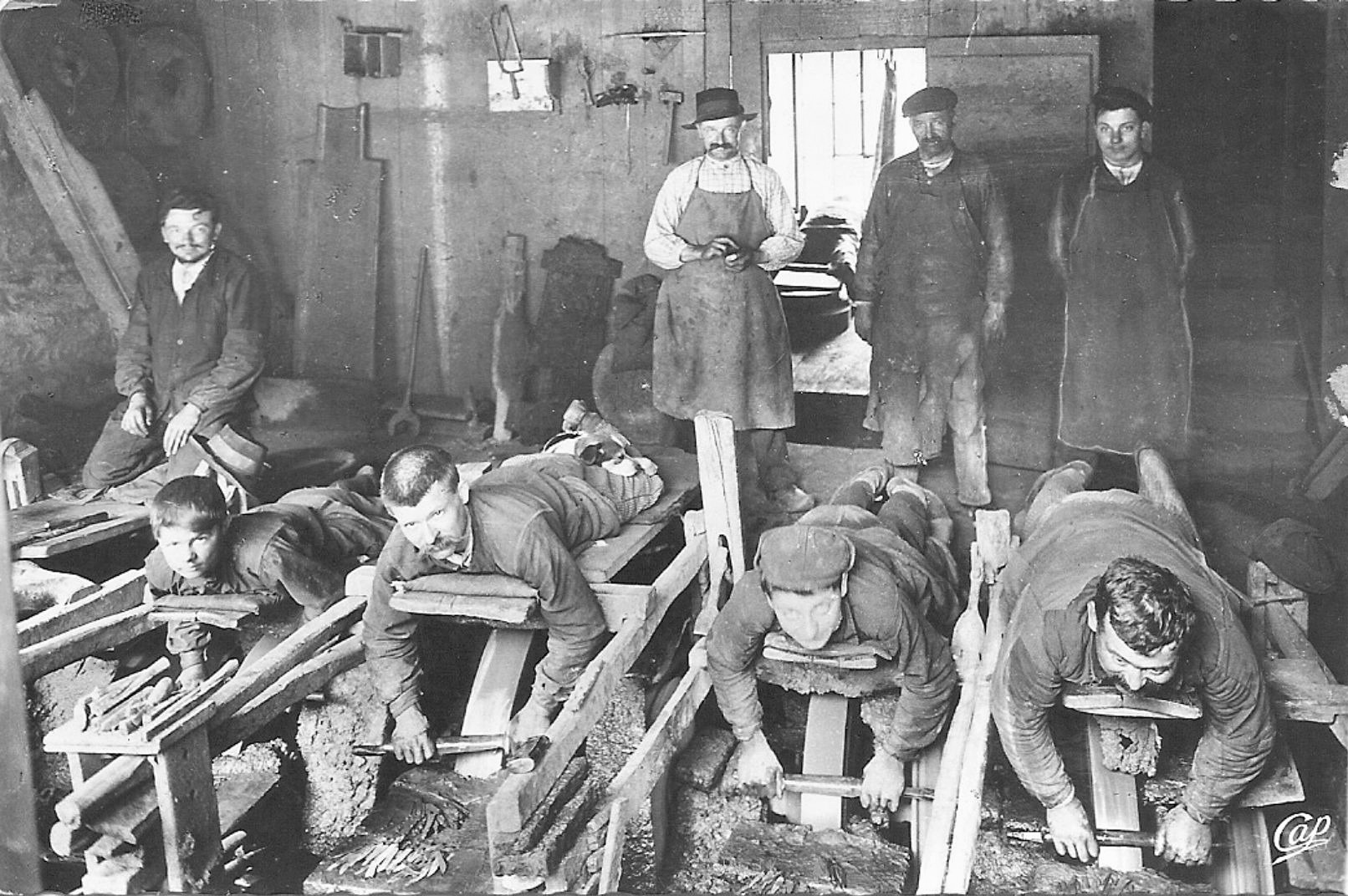
Des émouleurs de Thiers au début du XXe siècle.

D'après les travaux de Grégoire de Tours, le martyr Saint Genès est décapité sur un rocher dans la vallée de la Durolle, nommé le « rocher de l'enfer »,. Une première fabrique venue s'installer à son pied est recensée. Il s'agit alors d'un rouet à émoudre qui est déjà en place en 1476. Ce rouet, qui devient plus tard l'usine du May est accompagné par la construction d'un autre rouet sur l'emplacement de l'actuelle usine du pont de Seychalles,.

### Nom de l'usine
Le nom de l'usine prend son origine dans le mot thiernois Seychalhi, caractérisant un terrain en pente oú l'eau ne s'infiltre pas dans la terre et ruisselle. En effet, installée tout près du pont éponyme, la géologie du quartier entourant l'édifice - ainsi que celui de la ville - est assez accidenté et pentu.

### Fermeture définitive

#### Problèmes liés aux débits de la Durolle
Contrairement à l'usine du Creux de l'enfer qui ferme définitivement en 1956, les forges Mondière ferment leurs portes à la fin du XXe siècle, en 1984. En effet, les problèmes concernant les eaux de la Durolle sont de plus en plus nombreux au début du XXe siècle. En premier lieu, le débit de la rivière en été reste très bas et très irrégulier, provoquant un chômage relatif. Les usines utilisant la force motrice de la rivière ne peuvent travailler sans un débit d'eau suffisant. En hiver, le phénomène s'inverse, la Durolle d'hiver devient un torrent en crue avec une force considérable. La ville de Thiers est l'une des villes les plus vulnérables du département du Puy-de-Dôme face aux crues et la vallée des Usines est le quartier de la ville le plus touché lors de ces événements,.

#### Utilisation de l'électricité
Pour ne plus dépendre des caprices de la Durolle, les usines utilisent la force motrice électrique dès 1903. La Durolle permet d'obtenir une puissance d'environ 1 000 chevaux par jour en moyenne en 1920 contre 1 500 chevaux pour l'énergie d'origine électrique. Ainsi, l'usine du May passe par l'électrification et l'indépendance de l'usine face à la Durolle lui permet de devenir une « usine complète ».

#### Cession de l'activité
Si l'usine ouvre ses portes en 1836 et s'agrandit en 1872, pour devenir une fabrique de billets de banque, elle devient une des plus importantes papeteries de Thiers. Vers 1902, elle devient la propriété de la prestigieuse Société générale de coutellerie et orfèvrerie, spécialisée plus tard dans les couverts en acier inoxydable. À la fin des années 1960, l'usine se spécialisa dans les produits de polissage Magnol. L'usine ferma définitivement ses portes en 2002. Elle se composait également de bâtiments de l’autre côté de l’avenue Pierre Guérin (garages et ateliers) qui ont été démolis en 2003.

### Symposium national de sculpture monumentale métallique
En 1985, un symposium national de sculpture monumentale métallique est organisé par la Ville de Thiers. Il permet à plusieurs artistes régionaux et internationaux de collaborer avec des artisans locaux autour de la réalisation de leurs œuvres. George Trakas, artiste canadien, fait découvrir l'histoire de la vallée des Usines dans ses œuvres et met en place le « pont-épée » et un ensemble de passerelles, qui surplombent toujours la cascade et le torrent de la Durolle,.

### État actuel
À son abandon en 2002, la mairie achète le bâtiment et remplace en 2009 la charpente et la couverture. Entre cette date et 2020, aucune intervention n'est comptabilisée sur le site. En 2020, de grands travaux de défrichage sont menés pour enlever la végétation endommageant la structure du bâtiment et pour mettre en avant le caractère patrimonial de ce dernier. En 2021, à la suite de la candidature réussie des Forges Mondière situées un peu plus en aval par rapport à la Durolle, à la Fondation du patrimoine, la Mission patrimoine annonce avoir retenu le projet de l'usine du pont de Seychalles pour l'édition 2021. Le montant de la subvention est de 85 000 euros.